# Rothenberg (Leichlingen)
Rothenberg ist eine aus einer Hofschaft mit mehreren Wohnplätzen hervorgegangene Ortschaft in der Stadt Leichlingen (Rheinland) im Rheinisch-Bergischen Kreis.

## Lage und Beschreibung
Rothenberg liegt an der ehemaligen Trasse der Landesstraße L288, die in diesem Abschnitt den Namen Rothenberg trägt, am südwestlichen Rand von Leichlingen an der Stadtgrenze zu Langenfeld (Rheinland) und Leverkusen. Die Bahnstrecke Mülheim-Speldorf–Troisdorf führt unmittelbar am Ort vorbei. Westlich von Rothenberg befinden sich die Naturschutzgebiete Grünland und Waldflächen bei Rothenberg und das zu Leverkusen gehörende Naturschutzgebiet Southerberg, südlich das Naturschutzgebiet Hülser Bruch. Westlich des Orts verläuft die Bundesautobahn 3 und die neue Trasse der Landesstraße 288.
Nördlich von Rothenberg liegt an der ehemaligen Landesstraße der Wohnplatz Trompete, südlich der Leverkusener Wohnplatz Posberg. Weitere benachbarte, zumeist die in westliche Vorstadt Leichlingens aufgegangene Orte sind Rehborn, Schnugsheide, Hülserhof und Schraffenberg auf Leichlinger, Hapelrath, Dückenburg, Virneburg, Krecklenberg, South und Reusrath auf Langenfelder und Petersburg auf Leverkusener Stadtgebiet.  Das ebenfalls benachbarte Southerberg ist abgegangen.

## Geschichte
Der Ort ging aus einer Hofschaft hervor, die an der Sandstraße lag, einer Altstraße von Aufderhöhe nach Opladen. Entlang der Sandstraße entstanden im 19. Jahrhundert in lockerer Folge weitere Siedlungsstellen nördlich und südlich des Kernorts, die sich im 20. Jahrhundert zu einer geschlossenen Siedlung verdichteten.
Die Karte Topographia Ducatus Montani aus dem Jahre 1715 zeigt drei Höfe unter dem Namen Rodenberg. Im 18. Jahrhundert gehörte der Ort zum Kirchspiel Leichlingen im bergischen Amt Miselohe. Die Topographische Aufnahme der Rheinlande von 1824 verzeichnet den Ort als Rothenberg, die Preußische Uraufnahme von 1844 zeigt zwei Wohnplätze. Einer davon, das heutige Rothenberg auf Leichlinger Stadtgebiet, ist mit Rodenberg beschriftet. Der andere liegt heute auf Leverkusener Stadtgebiet und ist mit Rothenberg beschriftet. Auf der Leichlinger Gemeindekarte von 1830 ist der Ort ebenfalls als Rodenberg beschriftet.
1815/16 besaß der Ort 28 Einwohner. 1832 gehörte Rothenberg der Bürgermeisterei Leichlingen an. Der laut der Statistik und Topographie des Regierungsbezirks Düsseldorf als Hofstadt kategorisierte Ort besaß zu dieser Zeit zehn Wohnhäuser und neun landwirtschaftliche Gebäude. Zu dieser Zeit lebten 69 Einwohner im Ort, davon 15 katholischen und 54 evangelischen Glaubens.
Im Gemeindelexikon für die Provinz Rheinland werden 1885 41 Wohnhäuser mit 252 Einwohnern angegeben. 1895 besitzt der Ort 31 Wohnhäuser mit 165 Einwohnern, 1905 34 Wohnhäuser und 211 Einwohner.
1874 wurde die Bahnstrecke eröffnet, die nach der Kommunalreform von 1975 zwischen der Bundesautobahn 3 und der Wupper die neue Stadtgrenze zwischen Leichlingen und Leverkusen bildete. Ab Beginn des 20. Jahrhunderts schlossen sich die Lücken in der Wohn- und Gewerbebebauung mit den benachbarten Wohnplätzen.